# 37735 Riccardomuti
37735 Riccardomuti este o planetă minoră (asteroid), cu un diametru de 2,248 km, din centura de asteroizi. A fost descoperită pe 1 noiembrie 1996 la osservatorio Colleverde di Guidonia⁠(d) de Vincenzo Silvano Casulli⁠(d). 
Obiectul prezintă o orbită caracterizată de o semiaxă mare de 2,3374842 UAi, o excentricitate de 0,26, o înclinație de 5,78806 ° în raport cu ecliptica.